# Grafschaft Namur
Namur (niederländisch: Namen; französisch früher Namurois) war eine Grafschaft im Fränkischen Reich und später im Heiligen Römischen Reich im Bereich des Zusammenflusses von Sambre und Maas. Ihr Territorium entspricht weitgehend dem heutigen belgischen Bezirk Namur und dem Nordwesten des Bezirks Dinant. Seine Nachbarn waren im Westen der Hennegau, im Norden Brabant, im Süden und Osten das Hochstift Lüttich, im Südosten Luxemburg.

## Geschichte
Die Grafschaft Namur entwickelte sich im 10. Jahrhundert um Burg und Stadt Namur. Ihre Entwicklung war lange Zeit eingeschränkt durch die starken Nachbarn Hennegau, Brabant und Hochstift Lüttich. Dank planmäßiger Heiratspolitik, die von den Grafen über 3 Generationen betrieben wurde, vereinigte Graf Heinrich der Blinde um 1150 in seiner Hand die Herrschaft über Namur, La Roche, Durbuy, Longwy und Luxemburg sowie die Vogteien über Stablo, St. Maximin vor Trier und Echternach.
Nach seinem Tod wird jedoch der Besitz geteilt und die Grafschaft auf ihre eigentliche Domäne beschränkt, womit Namur zu einem Fürstentum von zweitrangiger Bedeutung wurde. Da Heinrich keinen männlichen Erben hinterlassen hatte, kam die Grafschaft 1191 an die Grafen von Flandern und wurde zu deren Nebenland. 1217 wurde Namur weitervererbt an das Haus Courtenay, einer Nebenlinie der Kapetinger. Wieder durch Erbschaft kam die Grafschaft Namur erneut an Flandern, das jetzt unter der Herrschaft des Hauses Dampierre stand. Der letzte Graf aus dieser Familie, Johann III., der ohne Erben war, verkaufte das Erbrecht an der Grafschaft am 23. April 1421 an Philipp den Guten, Herzog von Burgund.
Der Erbfall trat am 1. März 1429 ein und Namur kam – wie schon zuvor seine Nachbarländer – zum Herrschaftsgebiet des Hauses Burgund und 1477, nach dem Tod Karls des Kühnen, an die Habsburger. Die Habsburgischen Niederlande wurden von Karl V. zunächst in dem neugeschaffenen Burgundischen Reichskreis und 1548 schließlich zu einer staatsrechtlichen Einheit zusammengefasst.

## Liste der Grafen von Namur

### Haus Namur
- Berengar, 907 Graf im Lommegau, † nach 924
- Robert I., † um 981, erbaute die Burg von Namur
- Albert I., 992 Graf von Namur, † kurz vor 1011
- Robert II., † vor 1031, dessen Sohn
- Albert II., † 1063/64, Graf von Namur, dessen Bruder
- Albert III., † 1102, 1063/64 Graf von Namur, dessen Sohn;
- Gottfried, † 1139, 1102 Graf von Namur, dessen Sohn
- 1139–1188: Heinrich I. der Blinde, † 1196, 1136 Graf von Luxemburg, 1139 Graf von Namur, dessen Sohn

### Haus Flandern
- 1188–1195: Balduin I., Graf von Hennegau (Balduin V.), Neffe mütterlicherseits von Heinrich I.
- 1196–1212: Philipp I., dessen Sohn
- 1212–1216: Jolante, dessen Schwester, ⚭ Peter von Courtenay, Kaiser von Konstantinopel 1216–1217/19

### Haus Courtenay
- 1216–1226: Philipp II., deren Sohn
- 1226–1229: Heinrich II., dessen Bruder
- 1229–1237: Margarete, dessen Schwester, ⚭ Graf Heinrich I. von Vianden
- 1237–1259: Balduin II., deren Bruder, Kaiser von Konstantinopel
  - verkauft seine Rechte 1263 an den Grafen von Flandern

### Haus Limburg-Arlon
- 1259–1265: Heinrich III. der Blonde, Graf von Luxemburg, Enkel mütterlicherseits Heinrichs I. des Blinden

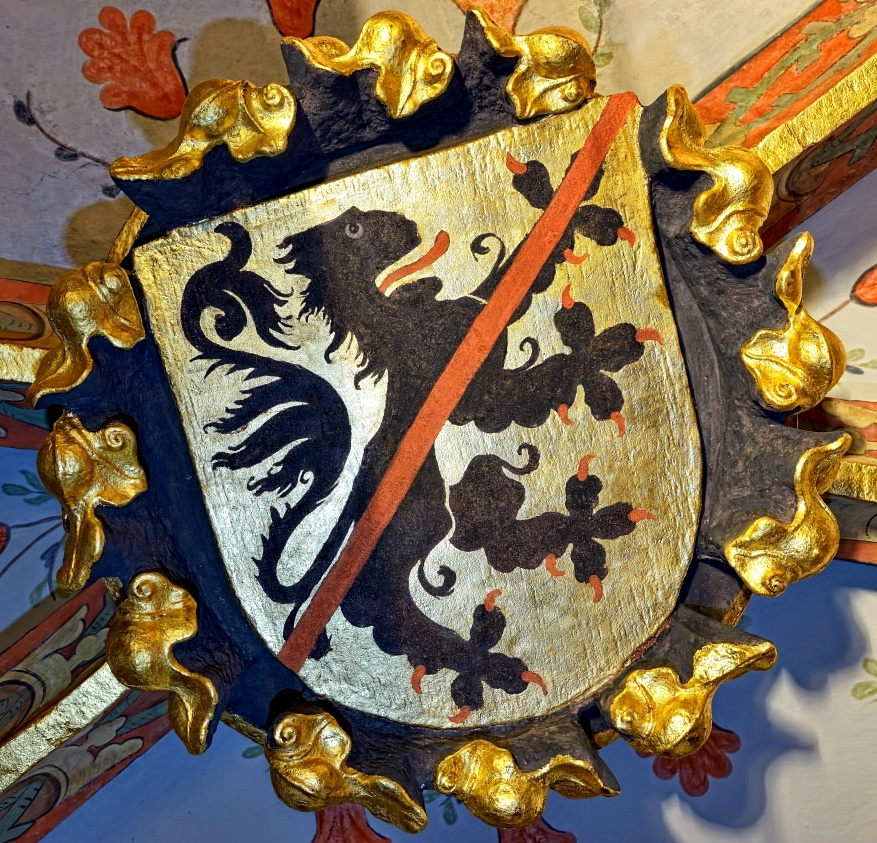
Wappen der Grafen von Namur, in der Stiftskirche Neustadt an der Weinstraße; Grabstätte des Kurfürsten Ruprecht I. (Pfalz), des Schwiegersohnes Johann I. von Namur

### Haus Dampierre
- 1265–1297: Guido I., Graf von Flandern, dessen Schwiegersohn, kauft Namur 1263
- 1297–1330: Johann I., dessen Sohn, Graf von Namur
- 1330–1335: Johann II., dessen Sohn, Graf von Namur
- 1335–1336: Guido II., dessen Bruder, Graf von Namur
- 1336–1337: Philipp III., dessen Bruder, Graf von Namur
- 1337–1391: Wilhelm I., dessen Bruder, Graf von Namur
- 1391–1418: Wilhelm II., dessen Sohn, Graf von Namur
- 1418–1429: Johann III., dessen Bruder, Graf von Namur

Johann III. verkauft die Nachfolge in Namur am 23. April 1421 an Philipp den Guten, Herzog von Burgund, damit geht die Grafschaft Namur mit dem Tod Johanns III. 1429 im Herzogtum Burgund auf.
Namur wird – gemeinsam mit Burgund – 1477 an die Habsburger vererbt.